# Ахурян (станция)
Ахурян — единственная недействующая железнодорожная станция в Армении. Здесь была перевалка грузов с колеи 1435 на 1520. В связи в поддержкой Азербайджана в Карабахском конфликте погранпереход был закрыт в июле 1993 г.. Ответвление от станции Гюмри.
Станция открыта в 1892 году при открытии участка Александрополь — Карс. После подписания Московского договора 1921 года участок от армяно-турецкой границы до Карса отошёл к Турции, и станция Ахурян стала пограничной. От Ахуряна до Догукапи железная дорога проходит на совмещённой колее 1435/1520 мм. 
По словам бывшего начальника станции эта линия работала около ста лет, даже во время Великой Отечественной войны, с 1983-84 годы объемы грузов с каждым годом увеличивались. В 1983-84 годах они составляли 10-15000 тонн, а в 1992 году грузооборот достиг около 150000 тонн. Помимо грузоперевозок, железная дорога Гюмри-Карс летом: по вторникам и пятницам, а зимой: раз в неделю: по вторникам осуществляла и пассажироперевозки.
В 2009 г. проводились реставрационные работы с целью поддержания станции в функциональном состоянии. В том же году специалисты дважды проверяли состояние железнодорожных путей на этом участке. Также планировалось открытие международного логистического центра на станции.